# Eurydice humilis
Eurydice humilis là một loài chân đều trong họ Cirolanidae. Loài này được Stebbing miêu tả khoa học năm 1910.